# «Київських меншовиків» справа 1920
«Київських меншовиків» справа 1920 — перший політичний судовий процес в УСРР. Відбувся 21–23 березня 1920. Перед судом постали члени київської організації Російської соціал-демократичної робітничої партії (меншовиків) — Г.Кучин-Оранський, О.Романов, Н.Ланд, І.Шпер, І.Кручинський, О.Спіцин, С.Семковський, І.Біск, С.Каплун-Сумський, М.Балабанов, Скоржинський. Формально вони звинувачувалися у співпраці з денікінськими властями (див. Денікіна режим в Україні 1919—1920) та невизнанні радянської влади. Однак фактично їх судили за прихильність і відстоювання принципів парламентаризму та політичної незалежності профспілкового руху, що було несумісним із запроваджуваним більшовиками режимом диктатури (див. Диктатура пролетаріату). Г.Кучина-Оранського, О.Романова, І.Шпера та Н.Ланду позбавили волі «на весь час громадянської війни», а тих, хто заявив про політичну солідарність з ними, позбавили політичних прав і можливості працювати в профспілках та інших робітничих організаціях.